# Tenor leggero
Também conhecido como o "Tenore di Grazia", o tenor leggero é essencialmente o equivalente masculino de uma coloratura lírica. Esta voz é leve, ágil e capaz de executar passagens difíceis de fioritura . O tenor leggero típico possui uma gama que vai desde cerca de E 2 a D 4 (claro que essa extensão é de um cantor profissional com um treino regrado e que já passou pela muda vocal). Você que é um cantor jovem, vá com calma para não ter complicações. Os tenores leggeros tem a voz leve e com agilidade, o que deixa a ressonância clara e o timbre aveludado, metálico, muitas vezes, uma mistura dos dois em busca do equilíbrio. Em alguns casos, o registo de peito do tenor leggero pode estender do E 3 até C 5. Não necessariamente precisa ser essas notas precisamente, é preciso ter um bom professor(a) que saiba te avaliar pela sua ressonância, timbre e agilidade vocal. Vozes deste tipo são utilizadas com freqüência nas óperas de Rossini, Donizetti, Bellini no período barroco, bel canto. 

## Papéis em Ópera[2]
- Ruodi, Guilherme Tell de Gioacchino Rossini;
- Arturo, I puritani de Bellini;
- Conte Almaviva, Il Barbiere di Seviglia de Gioachino Rossini;
- Ory, Le Comte Ory de Rossini;
- Ernesto, Don Pasquale de Donizetti;
- Elvino, La sonnambula de Bellini;
- Duca di Mantoa, Rigoletto de Verdi;
- Fenton, Falstaff de Verdi;
- Lindoro, L'italiana in Algeri de Rossini;
- Don Ramiro, La Cenerentola de Rossini;
- Tonio, La fille du régiment de Donizetti;
- Rinuccio, Gianni Schichi de Puccini.

## Cantores Tenores Leggeros
- Tito Schipa
- Luigi Alva
- Juan Diego Florez
- Willian Matteussi
- Louis Gazette
- Ernesto Palacio
- Rockwell Blake
- Ugo Benelli
- Cesare Valetti
- Alfredo Kraus
- Anderson Freire